# Museo de la Solidaridad Salvador Allende
El Museo de la Solidaridad Salvador Allende (MSSA) és un museu xilè d'art contemporani, situat a Santiago de Xile, administrat per la fundació Arte y Solidaridad, integrada pel ministeri d'Educació, el de Cultura, Arts i Patrimoni, i la Fundació Salvador Allende.
La iniciativa de crear aquest museu sorgí el 1971 del crític d'art espanyol José María Moreno Galván, que durant una trobada d'intel·lectuals tinguda a Santiago, anomenada Operación Verdad, proposà la creació d'un museu d'art en suport del govern de la Unidad Popular. Després de l'aprovació del projecte per Salvador Allende, es formà el Comité Internacional de Solidaritat Artística amb Xile (CISAC), entitat que reuní intel·lectuals nacionals i internacionals com ara el brasiler Mário Pedrosa i l'italià Carlo Levi. Allende feu una crida als artistes del món mitjançant una carta oberta, i com a resultat de la gestió del CISAC, prompte començaren d'arribar obres de diferents parts del món, fins a un total de sis-centes cinquanta peces artístiques (entre pintures, gravats, escultures, dibuixos, tapissos i fotografies) entre el 1972 i e 1973. Artistes com ara Joan Miró, Roberto Matta, Lygia Clark i Frank Stella enviaren les seues aportacions en aquest període. El Museu de la Solidaritat, com s'anomenà llavors, fou inaugurat oficialment el 17 de maig de 1972 pel president Allende amb una exposició en el Museu d'Art Contemporani de la Universitat de Xile. Per la seua repercussió, aquesta iniciativa fou qualificada com «el projecte cultural més ambiciós del govern de Salvador Allende».
Després del Colp d'Estat de l'11 de setembre de 1973, el museu es va tancar, els seus gestors s'exiliaren i es perdé la pista d'una part de les peces de la col·lecció. Algunes foren guardades en el Museu d'Art Contemporani de Santiago, mentre que unes altres arribaren al Museu Nacional de Belles Arts. A partir del 1975, un grup d'artistes i gestors —entre els quals Miria Contreras, José Balmes, Pedro Miras i Carmen Waugh— conformaren des del seu exili a Cuba, Espanya i França l'anomenat Museu Internacional de la Resistència Salvador Allende. Amb aquest nom es continuà convocant els artistes a la donació d'obres per donar suport a la resistència xilena, organitzant per tot arreu d'Europa exposicions en què es denunciaren les violacions dels drets humans a Xile.
En tornar la democràcia, el museu s'institucionalitzà oficialment l'any 1991, gestionat per la Fundació Salvador Allende, amb el seu nom actual. D'aleshores ençà, les seues col·leccions d'ambdós períodes s'han estat reunint, alhora que s'hi sumaven noves donacions d'artistes com ara Yoko Ono i Alfredo Jaar, entre d'altres.
L'any 2004, el museu traslladà la seua seu al palau Heiremans, en el barri República de la ciutat de Santiago, que havia estat centre de detenció de la Central Nacional d'Informacions durant el règim d'Augusto Pinochet.